# Igor Poledňák
Igor Poledňák (2. prosince 1959) je český politik Občanské demokratické strany.
V letech 2000 až 2004 byl členem Rady Jihomoravského kraje, v letech 2004 až 2008 pak náměstkem hejtmana Jihomoravského kraje. Byl také starostou města Kuřimi v letech 1998 až 2002, do roku 2014 pak městským zastupitelem.

## Život
Téměř celý život bydlí v Kuřimi. V Brně vystudoval v roce 1984 Přírodovědeckou fakultu Masarykovy univerzity a poté pracoval v geologických a geofyzikálních oborech.

## Veřejné působení
Ve veřejné správě se začal angažovat v roce 1990 na komunální úrovni v Kuřimi. Po volbách v roce 1994 byl zvolen místostarostou a v roce 1998 později starostou města. Ve volebním období 2000 až 2004 působil jako člen Rady Jihomoravského kraje, v letech 2004 až 2008 byl náměstkem hejtmanaJihomoravského kraje, do jehož kompetence patřila meziregionální spolupráce. Na funkci rezignoval 28. února 2008 , poté se stal ředitelem Úřadu práce Brno-venkov. V lednu 2018 je uváděn jako ředitel Kontaktního pracoviště Úřadu práce pro Šlapanice a Kuřim.